# Stephen Tompkinson

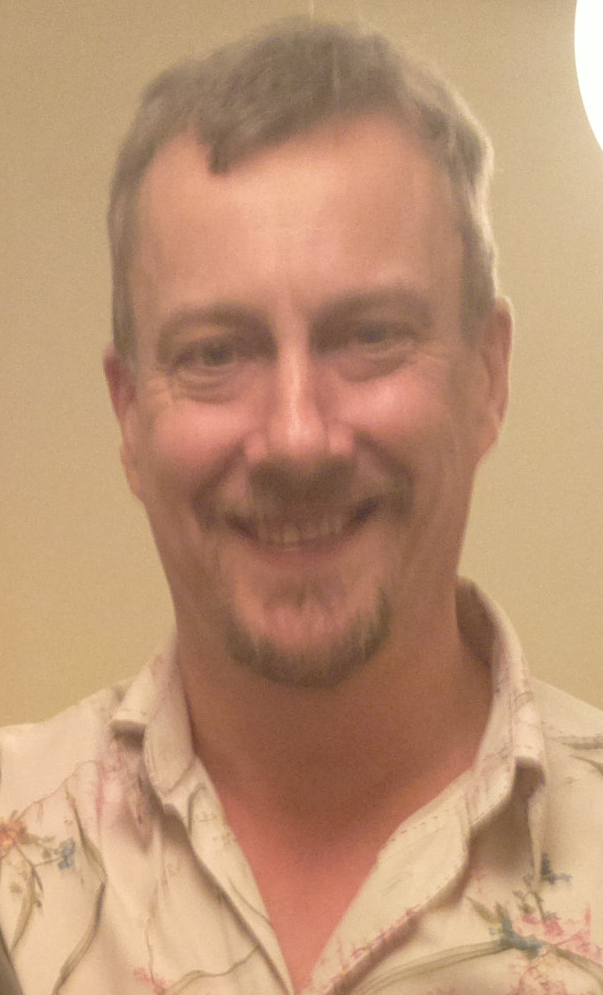
Stephen Tompkinson (2013)

Stephen Philip Tompkinson (* 15. Oktober 1965 in Stockton-on-Tees) ist ein britischer Schauspieler.

## Leben
Stephen Tompkinson erlernte die Schauspielerei an der renommierten Central School of Speech and Drama. Erste Bekanntheit erlangte Tompkinson mit seiner Rolle als couragierter, skrupelloser Reporter Damien Day in der satirischen Comedy Drop The Dead Donkey, die von 1990 bis 1998 lief.  Er wirkte in der Tragikomödie Brassed Off – Mit Pauken und Trompeten und dem Film Tabloid – Gefährliche Enthüllungen mit. Er erschien neben Clive Owen in Chancer, agierte im Doppelgespann mit Nick Berry in  In Deep und spielte neben Robson Green 1998 in zwei Serien. Neben seinen Auftritten in anderen TV-Dramen wie All Quiet on the Preston Front steht Tompkinson regelmäßig auf der Theaterbühne.
Eine seiner populärsten Rollen war die des Father Peter Clifford neben seiner einstigen Verlobten Dervla Kirwan in Ballykissangel. Nachdem die beiden diese Show verließen, traten sie 2001 als Co-Stars in der Serie Shades auf. 2002 trat Stephen Tompkinson als Alien in der Comedy/Drama-Mini-Serie Ted and Alice auf. Neben ihm spielten Dawn French, Eleanor Bron und David Troughton. In der TV-Serie Agatha Christie’s Marple in der Folge Mord im Pfarrhaus (OT: The Murder at the Vicarage) spielte er 2004 den Inspektor Slack.
Im Januar 2006 spielte er die Hauptrolle in der neuen ITV-Dramaserie Wild at Heart. Die erste Staffel lief 2007 im ZDF unter dem Titel Wildes Herz Afrika und handelt von einem Tierarzt aus Bristol, der mit seiner Ehefrau, dargestellt von Amanda Holden, deren beiden Kindern und seiner Tochter aus erster Ehe, gespielt von Lucy-Jo Hudson, nach Südafrika auswandert. 2008 lief im britischen Fernsehen die dritte Staffel der Serie.
Stephen Tompkinson war Gastgeber einer Fußball-Dokumentation über das 100-jährige Bestehen der FIFA.
Tompkinson spielte von 2010 bis 2016 in einer Krimi-Serie basierend auf den Büchern von Peter Robinson die Hauptfigur Inspektor Alan Banks. Die Pilotfolgen sowie die ersten drei Staffeln der Krimi-Serie DCI Banks wurden ab Mai 2013 auf ZDFneo unter dem deutschen Titel Inspector Banks ausgestrahlt.
Ende 2012 übernahm Tompkinson die Rolle des King Arthur in Monty Python’s Spamalot.
Tompkinson war mit Ballykissangel-Co-Star Dervla Kirwan verlobt. Später heiratete er Nicci Taylor. Das Paar bekam 2001 eine Tochter namens Daisy Ellen. Während Tompkinson's Dreharbeiten zu Wild at Heart trennte sich das Paar.

## Auszeichnungen
- Für die Darstellung des Reporter Damien Day in der satirischen Comedy Drop The Dead Donkey erhielt er 1994 den British Comedy Award als bester TV-Comedy-Schauspieler.

## Filmografie (Auswahl)
- 1989: Casualty (Fernsehserie, 1 Folge)
- 1991: Der Aufpasser (Minder, Fernsehserie, 9 Folgen)
- 1996: Brassed Off – Mit Pauken und Trompeten (Brassed Off)
- 1996: Father Ted (Fernsehserie, 1 Folge)
- 2001: Tabloid – Gefährliche Enthüllungen (Tabloid)
- 2003–2007: Kleiner Roter Traktor (Little Red Tractor, Fernsehserie, 39 Folgen, Stimme)
- 2004: Agatha Christie’s Marple (Fernsehserie, 1 Folge)
- 2005: Gefangen im Dunkel (Marian, Again)
- 2005: New Tricks – Die Krimispezialisten (New Tricks, Fernsehserie, 1 Folge)
- 2006: Heißer Verdacht – Das Finale (Prime Suspect, Fernsehserie, 2 Folgen)
- 2010–2016: Inspector Banks (DCI Banks, Fernsehserie, 32 Folgen)
- 2018: The Split – Beziehungsstatus ungeklärt (The Split, Fernsehserie, 6 Folgen)
- 2021: The Bay (Fernsehserie, 1 Folge)